# Akhmîm
Akhmîm (Ipou (Jpw) et Khent-Menou (Ḫnt-mnw) en ancien égyptien ; Khemmis grec ancien : Χέμμις) est l'ancienne capitale du 9e nome de Haute-Égypte, le nome de Min. Elle est située sur la rive orientale du Nil en face de Sohag, à environ cent-trente kilomètres au sud d'Assiout.

## Toponymie
| M17 · Q3 · G43 · O49 |

| M17 · Q3 · G43 · O49 |

| M17 · Q3 · G43 · O49 |

| M17 · Q3 · G43 · O49 |

| W18 | N35 · X1 | Aa1 · R22 | Aa15 · O49 |

| W18 | N35 · X1 | Aa1 · R22 | Aa15 · O49 |

| W18 | N35 · X1 | Aa1 · R22 | Aa15 · O49 |

| W18 | N35 · X1 | Aa1 · R22 | Aa15 · O49 |

L'antique cité d'Akhmîm, connue sous le nom d’Ipou ou Khent-Menou sur les listes géographiques égyptiennes, était le chef-lieu du 9e nome de Haute-Égypte. À l’époque gréco-romaine, son appellation était Panopolis, la cité de Pan (Panὸs pólis, grec ancien : Πανὸς πόλις), car on y vénérait le dieu ithyphallique Min, que les Grecs assimilaient à leur dieu Pan.

## Histoire

### Période pharaonique
Akhmîm est la ville natale de Youya, haut-fonctionnaire, et Touya, parents de Tiyi, épouse d'Amenhotep III, et de celle d'Aÿ, le successeur de Toutânkhamon.
Avec Coptos, Akhmîm était l’un des points de départ des expéditions minières vers le désert oriental. Outre le dieu de la fertilité Min, patron des caravaniers, une déesse locale, Âperet-Isis ou Triphis, y était adorée en tant que « souveraine de Panopolis » et mère d’Horus l’enfant.
Les archéologues égyptiens ont découvert en 1981, sur le site d'un temple ramesside modifié par Ptolémée II et situé à la périphérie d’Akhmîm, une statue colossale de sept mètres représentant Mérytamon, fille et grande épouse royale de Ramsès II après la mort de Néfertari. Cette statue monumentale flanquait l'entrée d'un pylône du temple de Min, l'autre statue (dont il reste des vestiges) ayant dû être celle de Ramsès II. Il se peut que Mérytamon ait été prêtresse au sanctuaire rupestre de Min construit par Thoutmôsis III et remanié par Aÿ, le successeur de Toutânkhamon.
Hérodote mentionne le temple dédié à Persée et affirme que Khemmis (autre nom grec de la ville) était remarquable pour la célébration de jeux en l'honneur de ce héros, à la manière des Grecs, au cours desquels des prix étaient remis ; on connaît en effet quelques représentations de Nubiens et de gens de Pount grimpant aux poteaux devant le dieu Min. Min était surtout un dieu des routes du désert à l'est de l'Égypte, et il est probable que les tribus de commerçants se réunissaient à ses fêtes pour les affaires et le plaisir à Coptos (qui était en réalité bien plus au sud, dans le 5e nome) encore plus qu'à Akhmîm. Hérodote a peut-être confondu Coptos avec Khemmis. Strabon mentionne le tissage du lin et la taille de la pierre comme des industries anciennes de Panopolis, et ce n'est pas une coïncidence si le cimetière d'Akhmîm est l'une des principales sources des magnifiques textiles des époques romaine et chrétienne.

### Période hellénistique et romaine (Panopolis)
À l'époque copte chrétienne, Akhmîm était écrit en copte sahidique : ϣⲙⲓⲛ/ⲭⲙⲓⲛ/ⲭⲙⲓⲙ (Shmin/Kmin/Kmim) mais se prononçait probablement localement quelque chose comme Khmin ou Khmim. Zosime de Panopolis, célèbre gnostique grec et alchimiste du IIIe siècle, est réputé être originaire de cette ville. Les monastères abondaient dans cette région dès une date très précoce. Chenouté (348-466) était un moine à Athribis près d'Akhmîm. Quelques années auparavant, Nestorius, l'ex-patriarche exilé de Constantinople, était mort à un âge avancé à Akhmîm. Nonnos, le poète grec, est né à Panopolis à la fin du IVe siècle. Cyrus de Panopolis, poète et homme politique byzantin du Ve siècle, est né à Panopolis vers 400.
L'évêché de Panopolis, suffragant d'Antinoé dans le Prima de la Thébaïde, figure sur la liste des sièges titulaires de l'Église catholique. Parmi les évêques de Panopolis, Le Quien mentionne Arius, ami de saint Pacôme le Grand qui avait construit trois couvents dans la ville, Sabinus et Menas. Les fouilles menées par Bouriant à Akhmîm ont révélé des manuscrits chrétiens du VIe siècle dans un remarquable état de conservation, parmi lesquels des fragments du Livre d'Hénoch, de l'Évangile et de l'Apocalypse de Pierre, les Actes du Concile d'Éphèse, ainsi que de nombreuses autres inscriptions chrétiennes.

## Photos

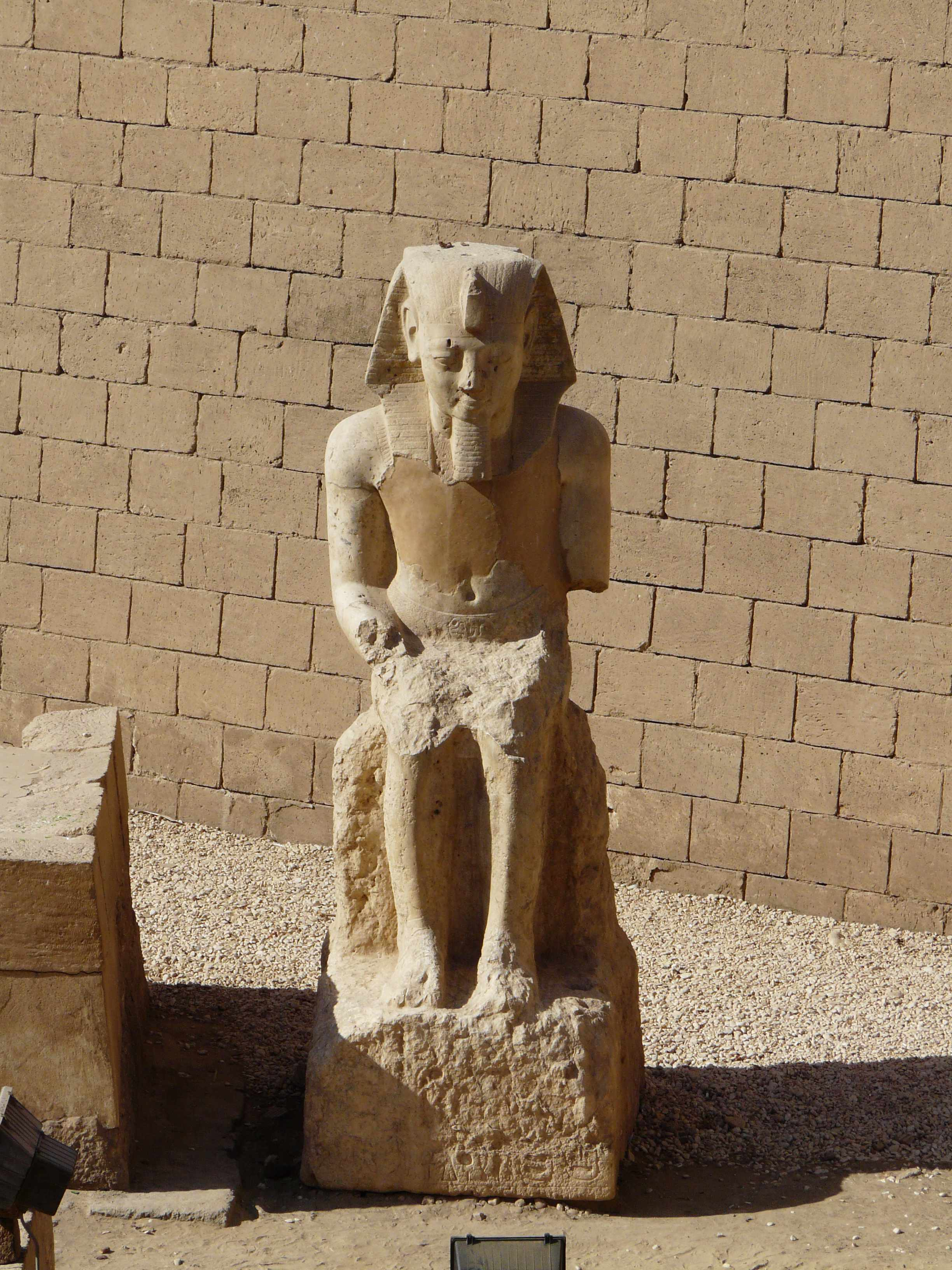
Statue de Ramsès II
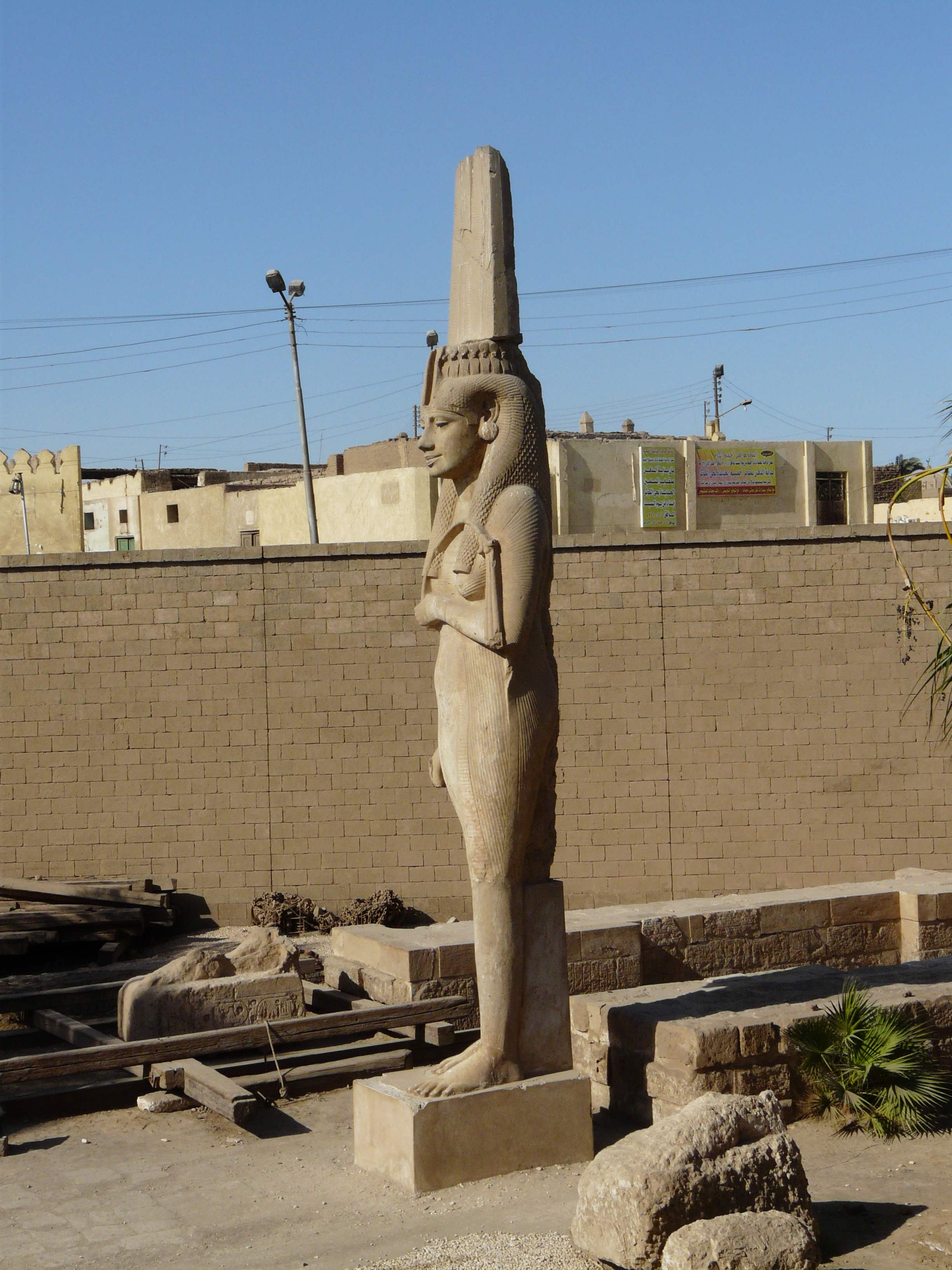
Statue monumentale de Mérytamon
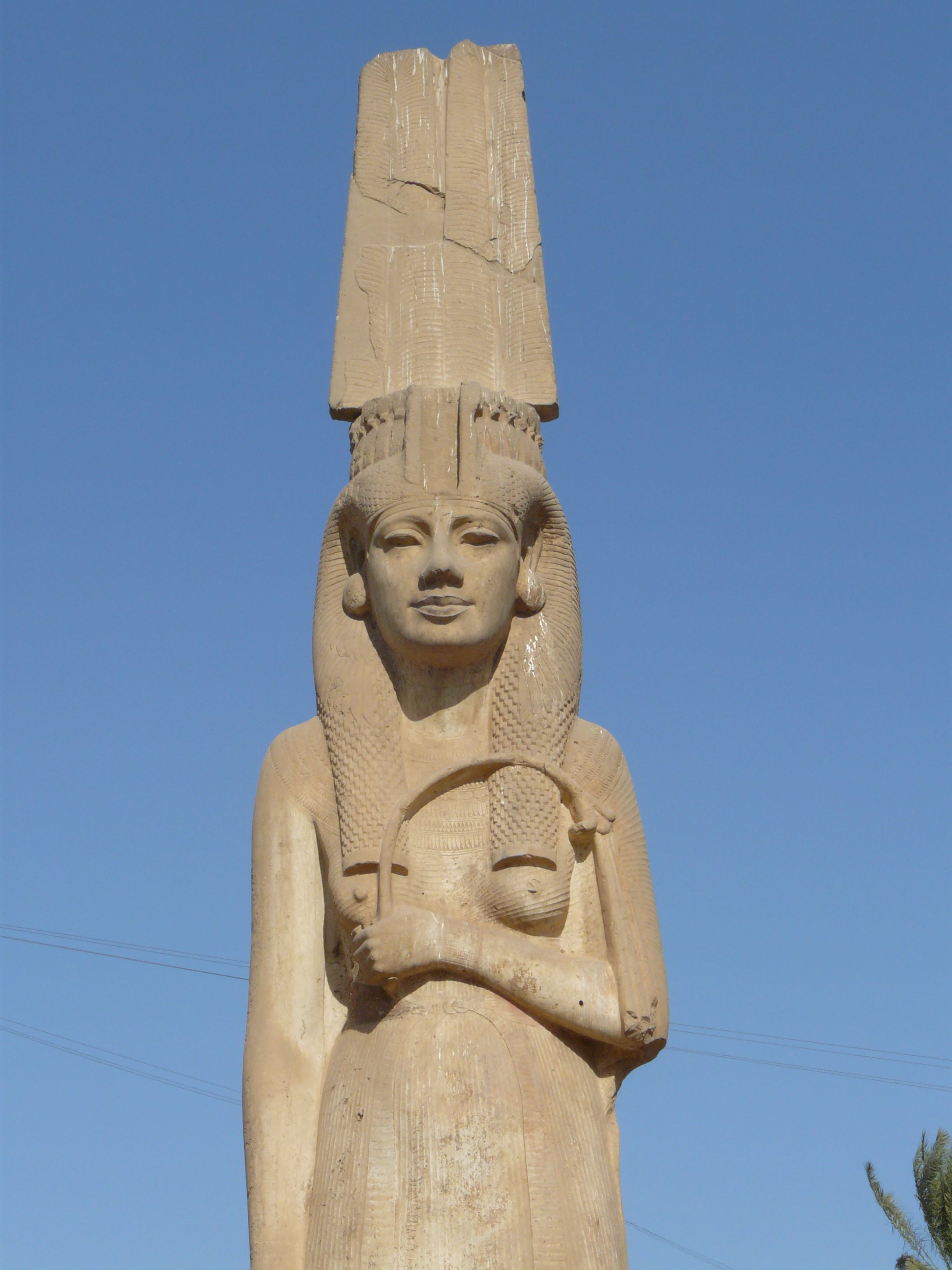
Statue de Mérytamon, vue face
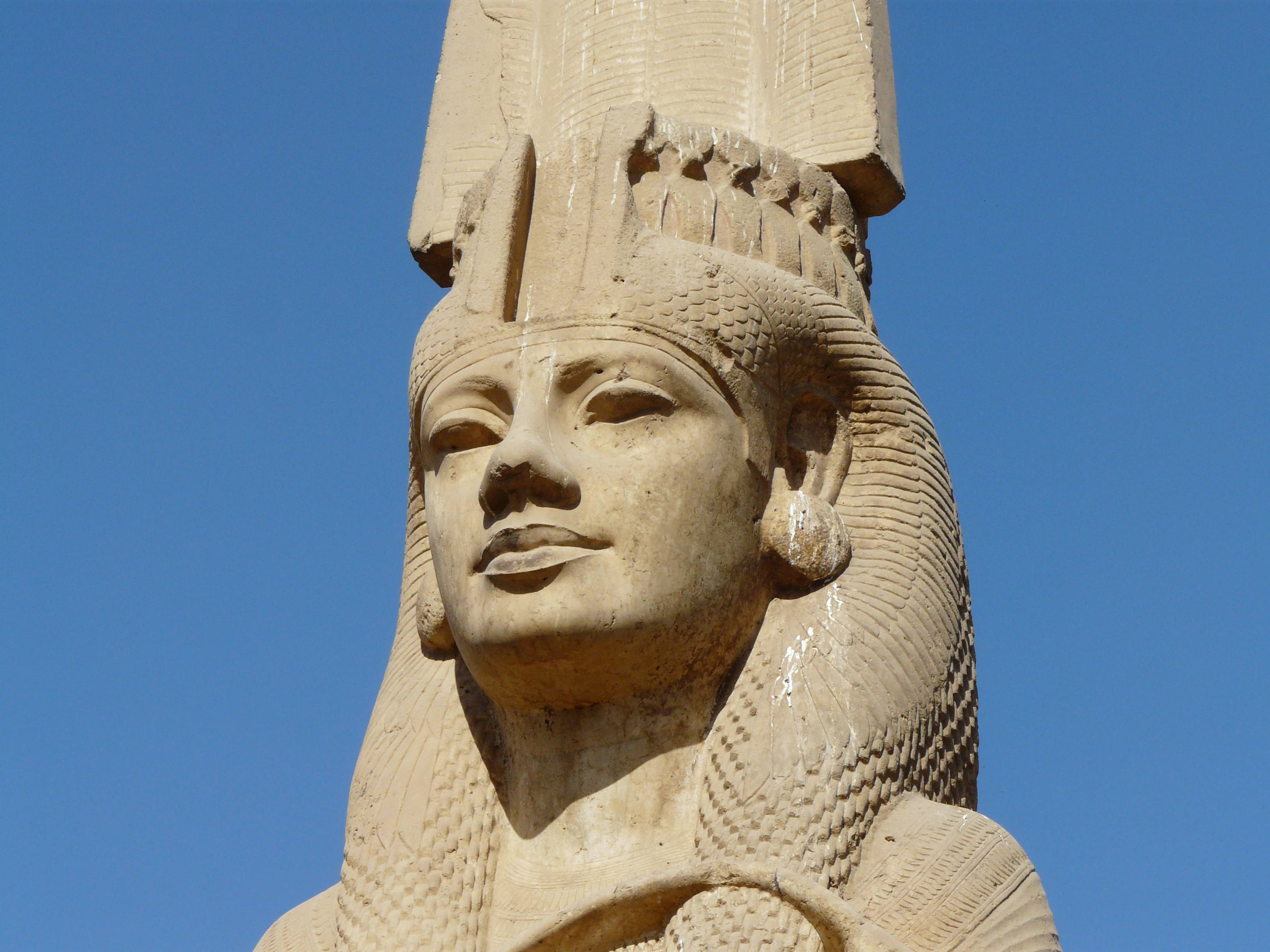
Statue de Mérytamon, visage
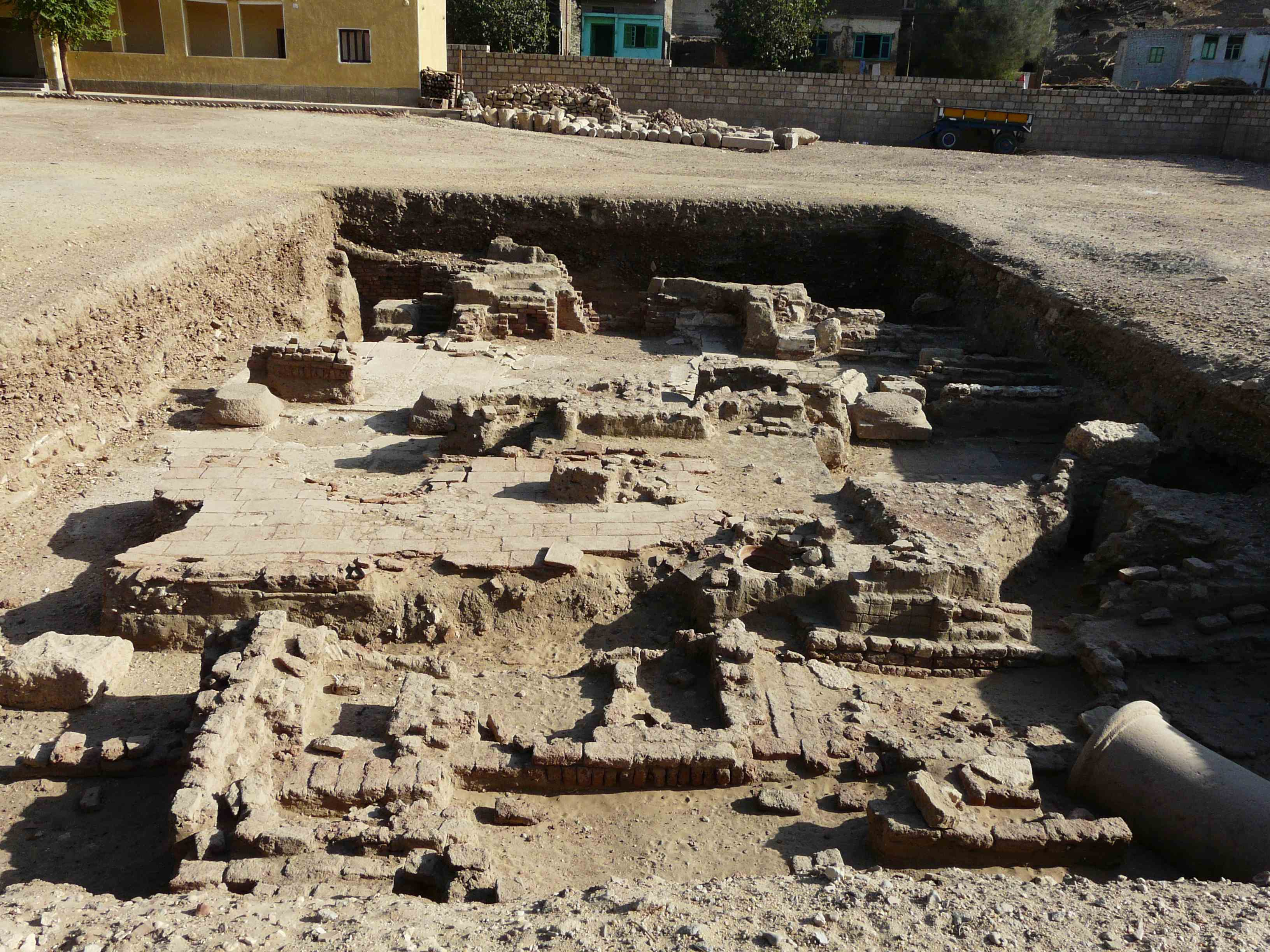
Fouille face à la statue de Mérytamon, faisant peut-être partie du temple de  Min
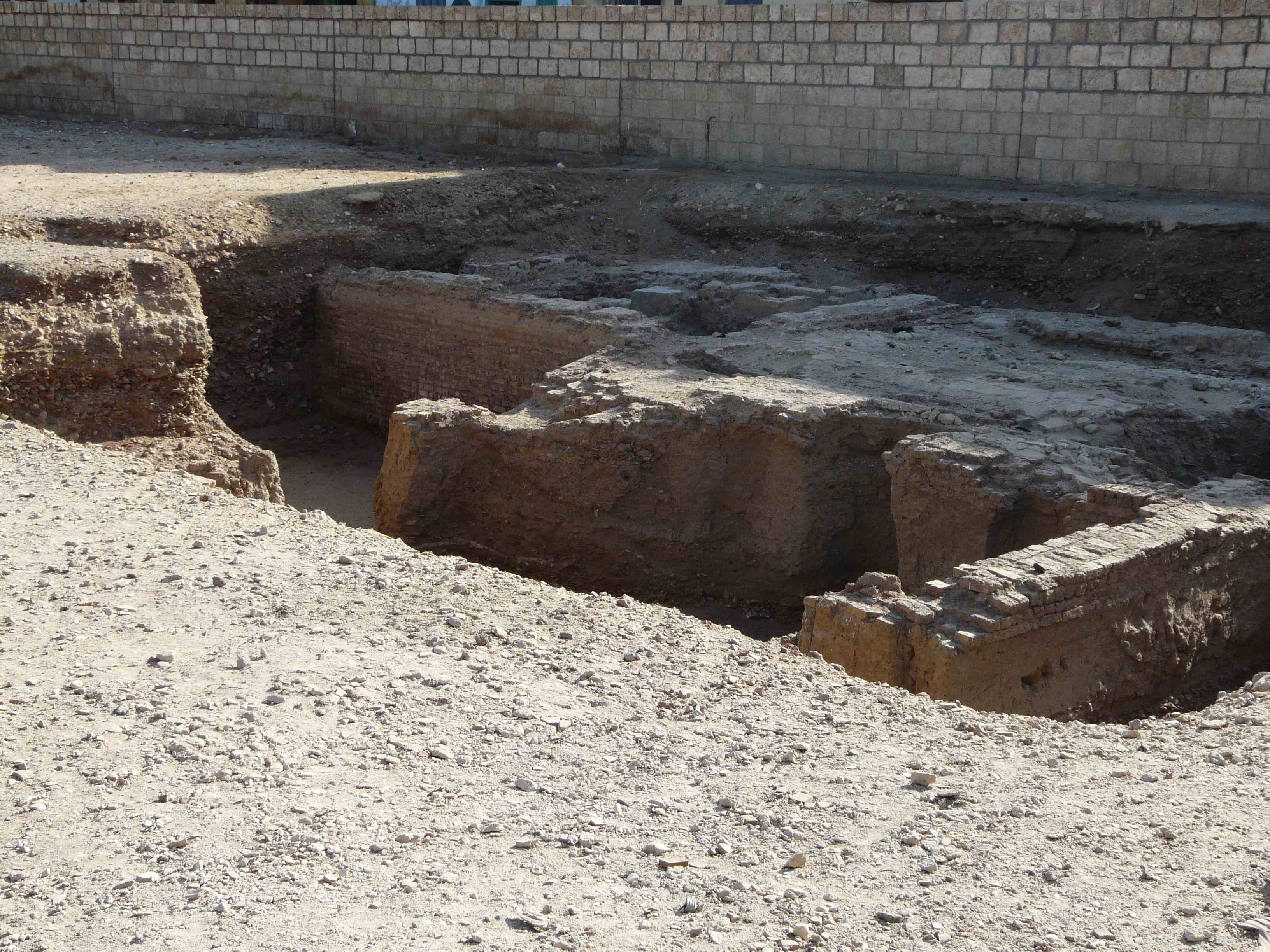
idem
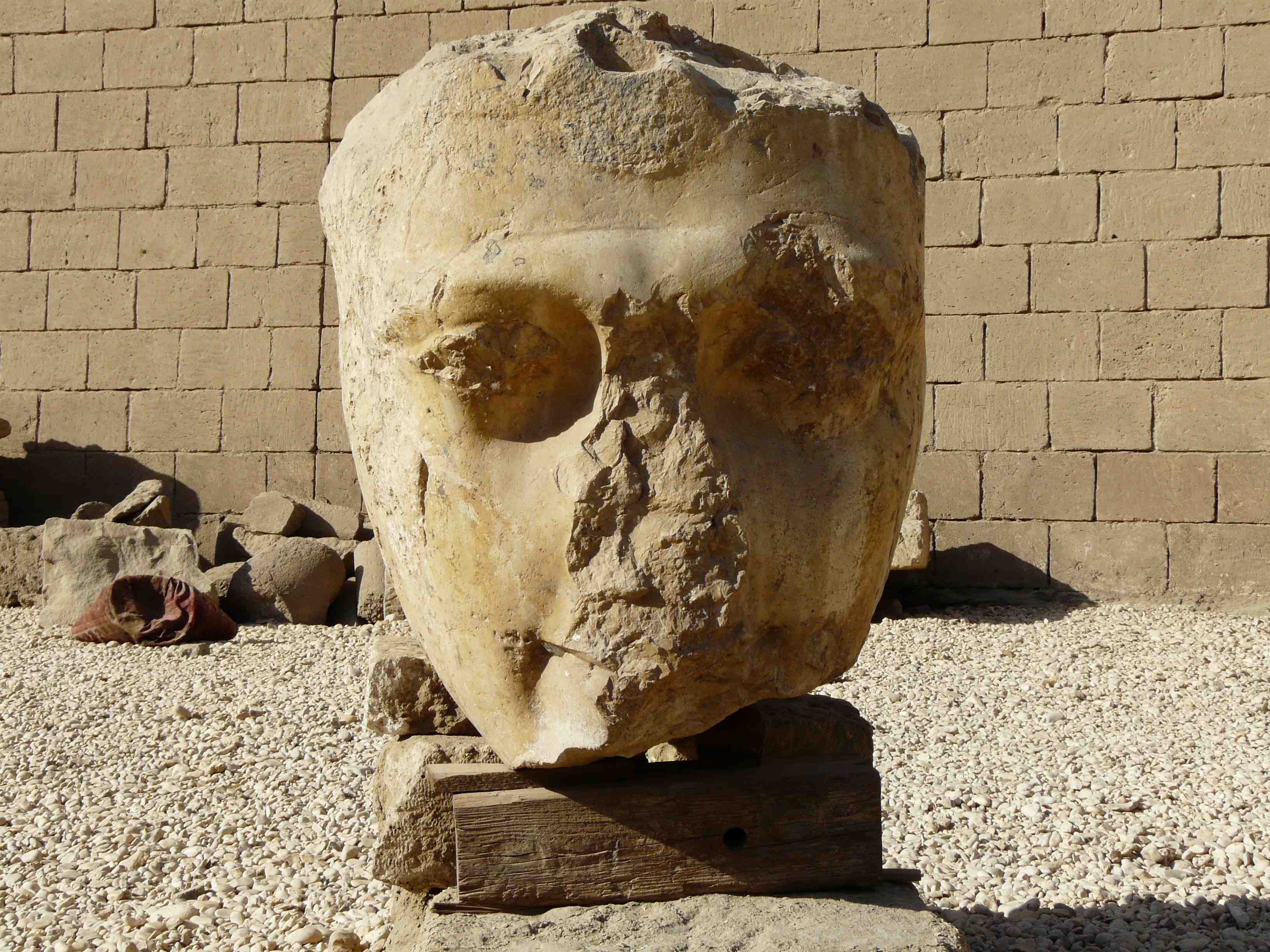
Visage de Ramsès II, dont la statue devait flanquer l'entrée du temple de Min
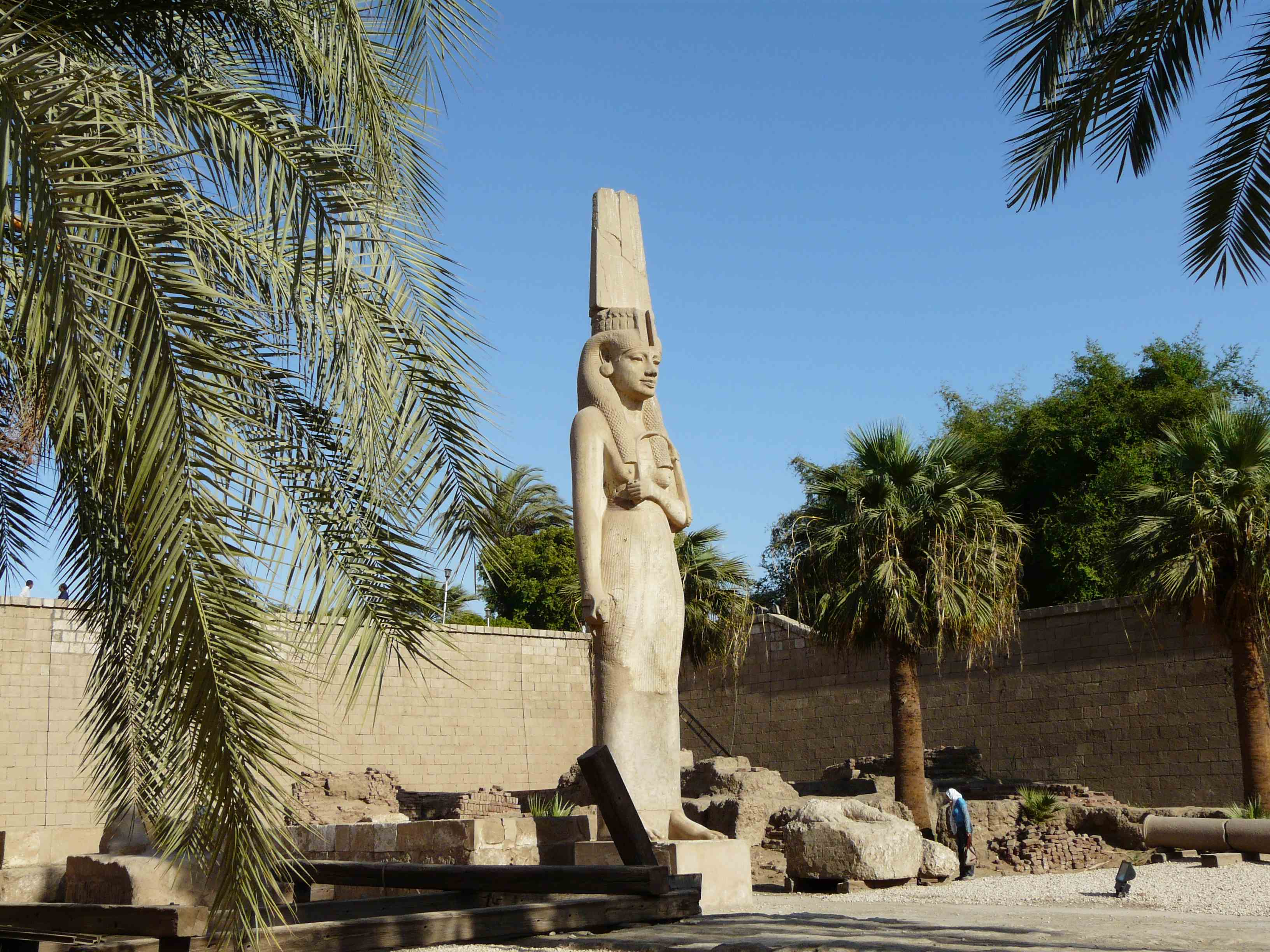
Vue générale du site
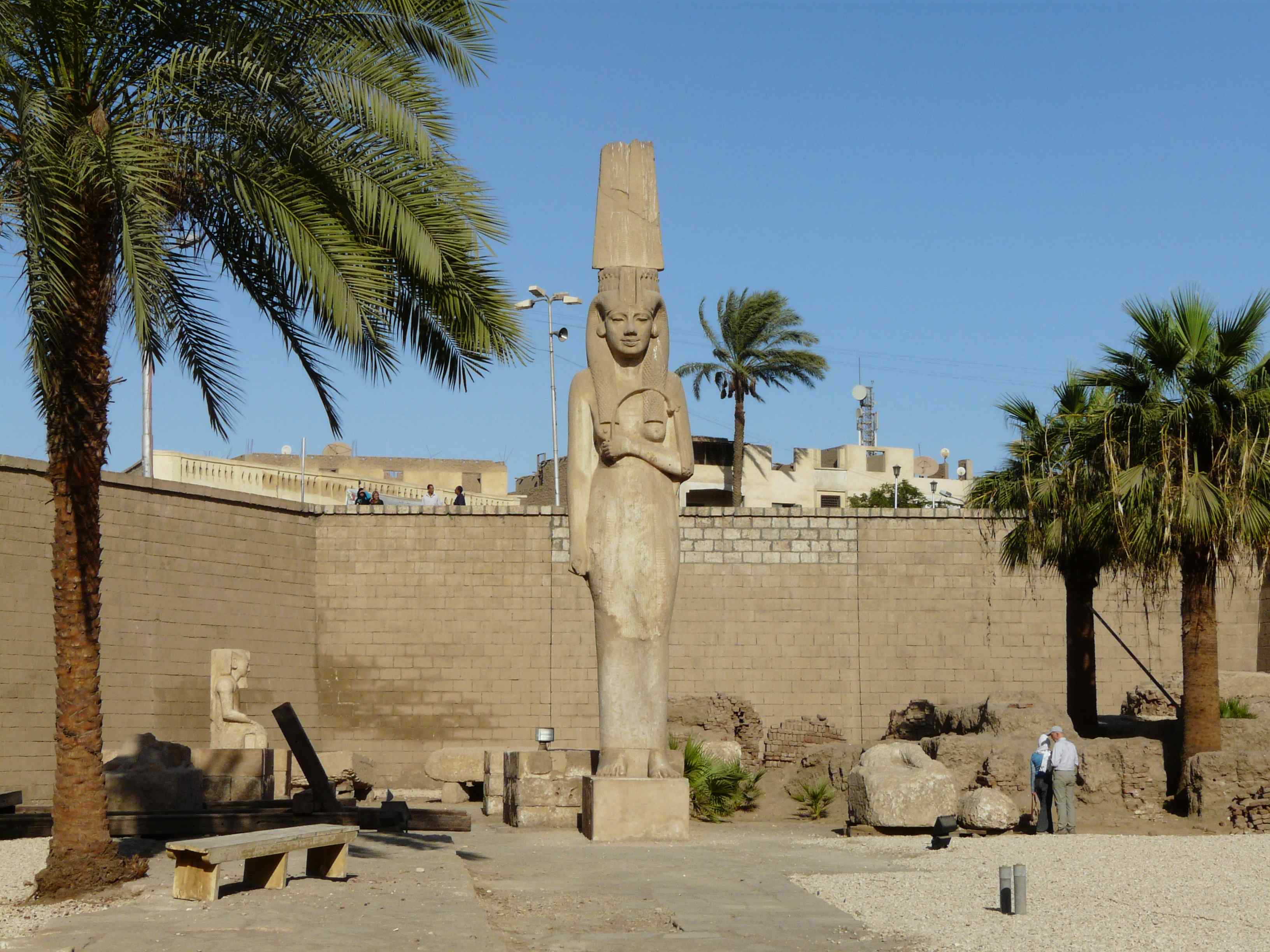
idem
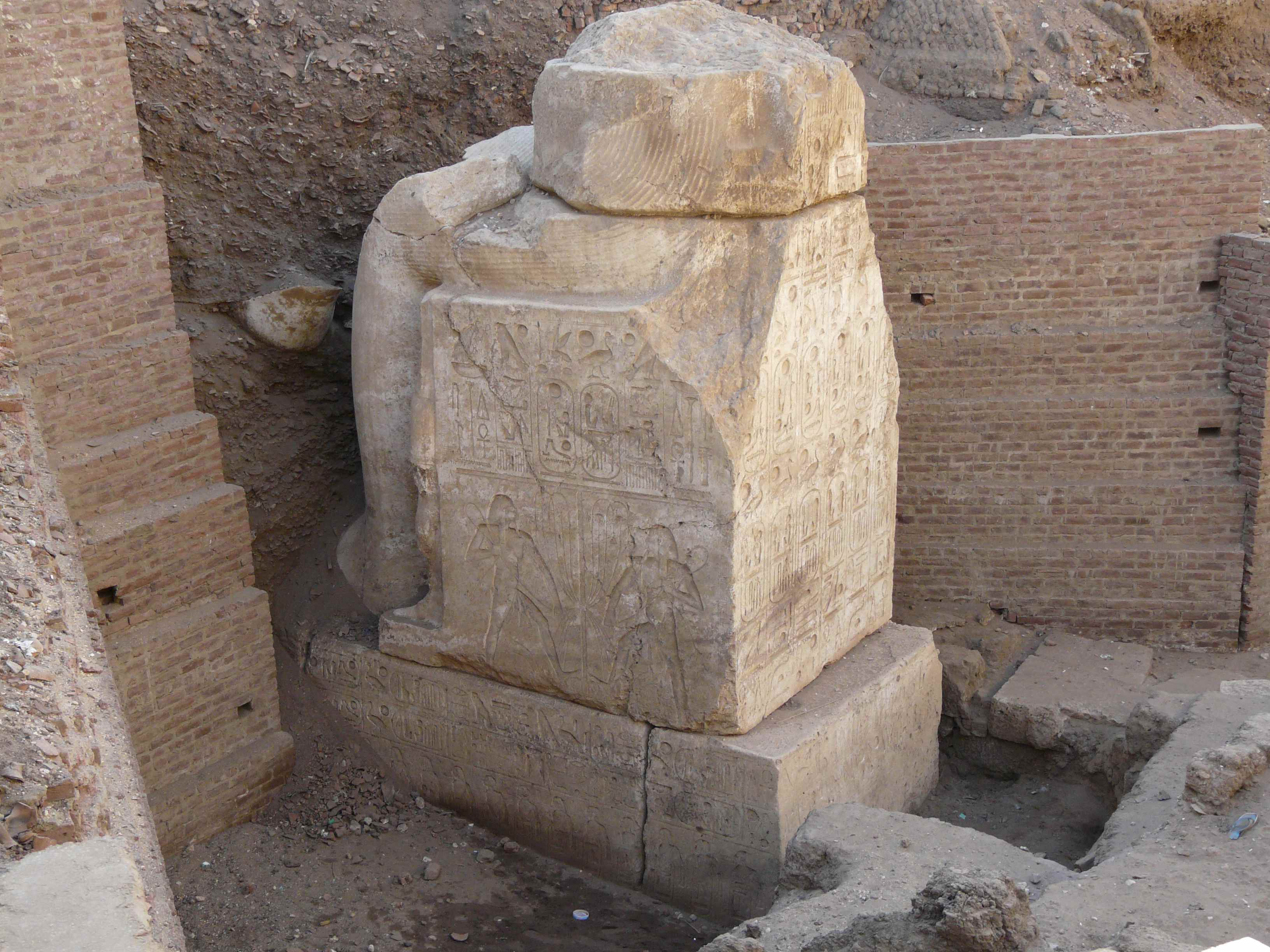
Partie de statue de Ramsès II (fouille arrêtée, le site se trouvant sous un cimetière moderne)